# 帕夫利凱尼
帕夫利凱尼是保加利亞的城市，由大特爾諾沃州負責管轄，同時也是帕夫利凱尼區的行政中心。2009年12月時人口為11,151人。

## 友好城市
- 白俄羅斯普魯扎內 2000年